# Expedice 6
Expedice 6 byla šestá posádka dlouhodobě obývající Mezinárodní vesmírnou stanici (ISS). Velitel Kenneth Bowersox (USA), palubní inženýr Nikolaj Budarin (Rusko) a palubní inženýr a vědecký pracovník Donald Pettit (USA) startovali z mysu Canaveral 24. listopadu 2002 na palubě raketoplánu Endeavour, se stanicí ISS se spojili 25. listopadu. Úkolem posádky bylo pokračovat ve vědeckých experimentech a udržovat stanici v funkčním stavu. Na stanici přijali zásobovací loď Progress, podnikli jeden plánovaný a jeden neplánovaný výstup do vesmíru. Po pětiměsíčním pobytu předali stanici Expedici 7 a 4. května 2003 přistáli na Zemi.

## Posádka
- Kenneth Bowersox, (5) velitel – NASA
- Nikolaj Budarin, (3) palubní inženýr – Roskosmos (RKK Eněrgija)
- Donald Pettit, (1) palubní inženýr a vědecký pracovník – NASA

V závorkách je uveden dosavadní počet letů do vesmíru včetně této mise.

## Záložní posádka
- Saližan Šaripov, velitel – Roskosmos (CPK)
- Michael Fincke, palubní inženýr – NASA

## Průběh mise
Expedice 6 startovala v raketoplánu Endeavour z mysu Canaveral na Floridě 24. listopadu 2002 v 00:50 UTC. U vesmírné stanice přistáli 25. listopadu v 21:59 UTC. Osazenstvo raketoplánu přivítali členové Expedice 5 – velitel Valerij Korzun, Peggy Whitsonová a Sergej Treščov. Za týden pobytu návštěvníci během tří výstupů do vesmíru připojili nosník ITS-P1, nová posádka převzala stanici a 2. prosince se Korzun, Whitsonová a Treščov v Endeavouru odletěli na Zem.
Rutinu života na stanici osvěžila až kosmická vycházka Bowersoxe a Pettita 15. ledna 2003, ve které kosmonauti dokončili práce na nosníku ITS-P1. Výstup trval 6 hodin 51 minut.
Dne 4. února posádka stanice přijala zásobovací Progress M-47.
Druhý, původně neplánovaný, výstup uskutečnili kosmonauti 8. dubna, během 6 hodin 26 minut se kosmonauti věnovali údržbářským pracím na povrchu stanice.
Po havárii raketoplánu Columbia 1. února 2003 byly pozastaveny lety raketoplánů, proto byla počínaje Expedicí 7 početnost posádek snížena na dva kosmonauty, dopravované loděmi Sojuz. Dne 28. dubna 2003 přiletěli v Sojuzu TMA-2 Jurij Malenčenko a Edward Lu z Expedice 7. Bowersox, Budarin a Pettit předali stanici nováčkům a 4. května se vrátili v Sojuzu TMA-1 na Zem.